# IC 4141
IC 4141 је спирална галаксија у сазвјежђу Береникина коса која се налази на листи објеката дубоког неба у Индекс каталогу.
Деклинација објекта је + 19° 12' 38" а ректасцензија 13h 4m 7,7s. Привидна величина (магнитуда) објекта IC 4141 износи 16,2 а фотографска магнитуда 17,0. IC 4141 је још познат и под ознакама MCG 3-33-27, PGC 45147.